# DTM seizoen 2010
Het DTM seizoen 2010 was het elfde seizoen van de Deutsche Tourenwagen Masters, na de hervatting van het kampioenschap in 2000. Paul di Resta werd kampioen in zijn Mercedes. Hiermee werd de hegemonie van Audi na 4 jaar doorbroken.

## Teams en coureurs
| Merk          | Auto                       | Team               | No. | Coureur           |
| ------------- | -------------------------- | ------------------ | --- | ----------------- |
| Audi          | Audi A4 DTM 2009           | Abt Sportsline     | 1   | Timo Scheider     |
| Audi          | Audi A4 DTM 2009           | Abt Sportsline     | 2   | Oliver Jarvis     |
| Audi          | Audi A4 DTM 2009           | Abt Sportsline     | 5   | Mattias Ekström   |
| Audi          | Audi A4 DTM 2009           | Abt Sportsline     | 6   | Martin Tomczyk    |
| Audi          | Audi A4 DTM 2008           | Abt Sportsline     | 18  | Miguel Molina     |
| Audi          | Audi A4 DTM 2008           | Team Phoenix       | 9   | Alexandre Prémat  |
| Audi          | Audi A4 DTM 2008           | Team Phoenix       | 9   | Darryl O'Young    |
| Audi          | Audi A4 DTM 2008           | Team Phoenix       | 10  | Mike Rockenfeller |
| Audi          | Audi A4 DTM 2008           | Team Rosberg       | 14  | Markus Winkelhock |
| Audi          | Audi A4 DTM 2008           | Team Rosberg       | 15  | Katherine Legge   |
| Mercedes-Benz | AMG-Mercedes C-Klasse 2009 | HWA Team           | 3   | Gary Paffett      |
| Mercedes-Benz | AMG-Mercedes C-Klasse 2009 | HWA Team           | 4   | Bruno Spengler    |
| Mercedes-Benz | AMG-Mercedes C-Klasse 2009 | HWA Team           | 7   | Paul di Resta     |
| Mercedes-Benz | AMG-Mercedes C-Klasse 2009 | HWA Team           | 8   | Ralf Schumacher   |
| Mercedes-Benz | AMG-Mercedes C-Klasse 2008 | Persson Motorsport | 11  | Jamie Green       |
| Mercedes-Benz | AMG-Mercedes C-Klasse 2008 | Persson Motorsport | 12  | Susie Stoddart    |
| Mercedes-Benz | AMG-Mercedes C-Klasse 2008 | Persson Motorsport | 21  | Congfu Cheng      |
| Mercedes-Benz | AMG-Mercedes C-Klasse 2008 | Mücke Motorsport   | 16  | Maro Engel        |
| Mercedes-Benz | AMG-Mercedes C-Klasse 2008 | Mücke Motorsport   | 17  | David Coulthard   |

## Kalender
| Circuit                       | Land                | Weekend                |
| ----------------------------- | ------------------- | ---------------------- |
| Hockenheimring                | Duitsland           | 23 - 25 april 2010     |
| Circuit Ricardo Tormo         | Spanje              | 21 - 23 mei 2010       |
| Eurospeedway Lausitz          | Duitsland           | 4 - 6 juni 2010        |
| Norisring                     | Duitsland           | 2 - 4 juli 2010        |
| Nürburgring                   | Duitsland           | 6 - 8 augustus 2010    |
| Circuit Park Zandvoort        | Nederland           | 20 - 22 augustus 2010  |
| Brands Hatch                  | Verenigd Koninkrijk | 3 - 5 september 2010   |
| Motorsport Arena Oschersleben | Duitsland           | 17 - 19 september 2010 |
| Hockenheimring                | Duitsland           | 15 - 17 oktober 2010   |
| Adria International Raceway   | Italië              | 29 - 31 oktober 2010   |
| Stratencircuit Shanghai       | China               | 26 - 28 november 2010  |

## Resultaten

### Races
| Race | Circuit                       | Pole Position   | Snelste Ronde     | Winnaar         |
| ---- | ----------------------------- | --------------- | ----------------- | --------------- |
| 1    | Hockenheimring                | Gary Paffett    | Bruno Spengler    | Gary Paffett    |
| 2    | Circuit Ricardo Tormo         | Mattias Ekström | Mattias Ekström   | Mattias Ekström |
| 3    | Eurospeedway Lausitz          | Paul di Resta   | Mike Rockenfeller | Bruno Spengler  |
| 4    | Norisring                     | Ralf Schumacher | Ralf Schumacher   | Jamie Green     |
| 5    | Nürburgring                   | Mattias Ekström | Bruno Spengler    | Bruno Spengler  |
| 6    | Circuit Park Zandvoort        | Timo Scheider   | Timo Scheider     | Gary Paffett    |
| 7    | Brands Hatch                  | Paul di Resta   | Miguel Molina     | Paul di Resta   |
| 8    | Motorsport Arena Oschersleben | Paul di Resta   | Timo Scheider     | Paul di Resta   |
| 9    | Hockenheimring                | Timo Scheider   | Paul di Resta     | Paul di Resta   |
| 10   | Adria International Raceway   | Gary Paffett    | Mattias Ekström   | Timo Scheider   |
| 11   | Stratencircuit Shanghai       | Paul di Resta   | David Coulthard   | Gary Paffett    |

### Kampioenschap
| Pos | Coureur           | HOC | VAL | LAU | NOR | NÜR | ZAN | BRH | OSC | HOC | ADR | SHA | Punten |
| --- | ----------------- | --- | --- | --- | --- | --- | --- | --- | --- | --- | --- | --- | ------ |
| 1   | Paul di Resta     | 4   | 5   | 2   | 10  | 2   | 2   | 1   | 1   | 1   | 9   | 2   | 71     |
| 2   | Gary Paffett      | 1   | 7   | 5   | 6   | 3   | 1   | 5   | 4   | 4   | 2   | 1   | 67     |
| 3   | Bruno Spengler    | 2   | 2   | 1   | 3   | 1   | 7   | 2   | 2   | DNF | 3   | 13  | 66     |
| 4   | Timo Scheider     | 7   | 4   | 8   | 5   | 4   | 3   | 3   | 11  | 2   | 1   | 3   | 53     |
| 5   | Mattias Ekström   | 6   | 1   | DNF | 2   | 7   | 4   | DNF | 3   | DNF | 8   | 9   | 35     |
| 6   | Jamie Green       | 3   | 9   | 3   | 1   | 5   | 10  | 10  | 7   | 8   | 12  | 6   | 32     |
| 7   | Mike Rockenfeller | 5   | 6   | 4   | 12  | 9   | 13  | 9   | 5   | 3   | 16  | 12  | 22     |
| 8   | Martin Tomczyk    | DNF | DSQ | 6   | 8   | 13  | 8   | 7   | 8   | 5   | 6   | 4   | 20     |
| 9   | Oliver Jarvis     | DNF | DNF | 11  | 4   | 11  | 6   | 6   | 13  | 6   | 5   | 17  | 18     |
| 10  | Miguel Molina     | 8   | 8   | 13  | DNF | 14  | 5   | 4   | DNF | DNF | 17  | 5   | 15     |
| 11  | Alexandre Prémat  | 10  | 3   | DNF | 7   | DNF | 11  | 8   | 6   | DNF | DNF |     | 12     |
| 12  | Markus Winkelhock | 15  | DNF | 10  | DNF | DNF | DNS | DNF | DNF | DNF | 4   | 7   | 7      |
| 13  | Susie Stoddart    | 11  | 10  | 7   | 15  | DNF | 15  | DNF | 10  | 7   | 14  | 11  | 4      |
| 14  | Ralf Schumacher   | 9   | DNF | 9   | 11  | 6   | 9   | DNF | 9   | DNF | 11  | 10  | 3      |
| 15  | Maro Engel        | 16  | 11  | 15  | 9   | 8   | DNF | 11  | 12  | 9   | 7   | 16  | 3      |
| 16  | David Coulthard   | 12  | 13  | DNF | 13  | 10  | 12  | 12  | 14  | DNF | 10  | 8   | 1      |
| 17  | Congfu Cheng      | 13  | 12  | 12  | 14  | 12  | 16  | 13  | DNF | DNF | 13  | 15  | 0      |
| 18  | Katherine Legge   | 14  | DNS | 14  | 16  | 15  | 14  | 14  | DNF | DNF | 15  | 14  | 0      |
| 19  | Darryl O'Young    |     |     |     |     |     |     |     |     |     |     | DNS | 0      |

2000 ·
2001 ·
2002 ·
2003 ·
2004 ·
2005 ·
2006 ·
2007 ·
2008 ·
2009 ·
2010 ·
2011 ·
2012 ·
2013 ·
2014 ·
2015 ·
2016 ·
2017 ·
2018 ·
2019 ·
2020 ·
2021 ·
2022 ·
2023 ·
2024 ·
2025

Lijst van coureurs